# Cot Pomo
Cot Pomo är ett berg i Indonesien.   Det ligger i provinsen Aceh, i den västra delen av landet, 1 800 km nordväst om huvudstaden Jakarta. Toppen på Cot Pomo är 672 meter över havet, eller 60 meter över den omgivande terrängen. Bredden vid basen är 0,56 km.
Terrängen runt Cot Pomo är lite bergig.Runt Cot Pomo är det glesbefolkat, med 17 invånare per kvadratkilometer. I omgivningarna runt Cot Pomo växer i huvudsak städsegrön lövskog.